# عبدالمحمد شعرانی
عبدالمحمد شعرانی (زادهٔ ۱۳۶۵) معلم و وبلاگ‌نویس جوان جنوب ایران است که از طریق وبلاگ خود مدرسه کوچکش (مدرسه شهید رجایی) را معرفی کرده بود و پس از آنکه در گزارشی مورد توجه خبر ۲۰:۳۰ شبکه ۲ سیما ایران قرار گرفت بازتاب زیادی یافت و دبستان وی به عنوان کوچکترین مدرسه دنیا حتی در سطح دنیا مورد توجه رسانه‌ها قرار گرفت.
عبدالمحمد شعرانی، زادهٔ ۲۸ مرداد ۱۳۶۵ در بندر دَیِّر (مرکز شهرستان دیر و از شهرهای استان بوشهر) است. وی در سال ۸۵ به عنوان نیروی سرباز معلم به روستای جمال آباد کالو از توابع بخش بردخون در شهرستان دیر واقع در ۱۸۰ کیلومتری بوشهر، ۲۵ کیلومتری بندر دیر فرستاده شد. پدر شعرانی بازنشسته دریا و مادرش خانه‌دار است.
او در همان روزهای اولیه سرباز معلمیش اتفاقات مدرسه شهید رجایی که بیشتر از ۴ دانش آموز نداشت را در وبلاگ شخصیش به نام «دیر تَش‌باد» dayyertashbad نوشت و همین اتفاقات و نوشته‌های وبلاگی او موجب گزارش تلویزیونی از این مدرسه شد و همین گزارش که در اخبار ۲۰:۳۰ شبکه ۲ سیما که یکی از پرمخاطب‌ترین بخش‌های خبری تلویزیون ایران پخش شد باعث شد این مدرسه به شهرت برسد.
سی‌ان‌ان و دویچه‌وله نیز به معرفی مدرسه کالو و عبدالمحمد شعرانی پرداختند.
عبدالمحمد شعرانی با تلاش خود توانست نظر خیر مدرسه سازی برای ساخت مدرسه در این روستا جلب کند (کار ساخت مدرسه این روستا به اتمام رسیده) جاده روستای کالو آسفالت شود و به نگاه وِیژه این روستا به نعمت آب، برق و تلفن مجهز بشود. این مدرسه در سال جدید با حمایت شرکت نفت دارای یک کتابخانه روستایی شده و گسترش بیشتری یافته‌است.
غریب زاده کارگردان مطرح بوشهری، مستندی از این مدرسه با عنوان «مدرسه کالو» ساخته‌است. عبدالمحمد شعرانی کتاب خاطراتش را با عنوان کتاب «قصهٔ کوچکترین مدرسه دنیا» به چاپ رسانید. استقبال فراوان از این کتاب به حدی بوده‌است که تنها پس از مدت کوتاهی این کتاب به چاپ ششم رسید. او کتابی جدید که حاوی نامه‌ها و ایمیل‌های مردم جهان به مدرسه کالو بود را نیز به چاپ رسانده‌است.
در سال ۲۰۰۸ از نگاه دویچه وله آلمان وی به عنوان دومین وبلاگ‌نویس برتر دنیا و در سال ۸۷ از سوی رادیو ایران، به عنوان سربلندترین چهره ایران، برگزیده شد.
عبدالمحمد شعرانی به انتخاب روزنامه همشهری جزء ۷ قهرمان اجتماعی سال ۸۶ کشور شناخته شده‌است.
وی همه ساله نمایشگاه هنری عکس در ایام نوروز با موضوع کوچکترین مدرسه دنیا در همان مدرسه برگزار می‌کند که مورد بازدید مسافران گردشگران زیادی قرار می‌گیرد و روستای کالو را به یکی از قطب‌های گردشگری تبدیل کرده‌است.

## انتقال به مرکز استان
دانش آموزان مدرسه کالو در سال ۱۳۹۳ فارغ‌التحصیل شدند و مدرسه بدون دانش آموز ماند. شعرانی پس از ۹ سال تدریس به عنوان «رئیس اداره سلامت و تندرستی و مشاور جوان مدیرکل آموزش و پرورش و عضو بنیاد نخبگان و انجمن خیرین مدرسه ساز استان بوشهر» مشغول فعالیت شد و ایده و طرح ایجاد ۳۱۴ کتابخانه کلاسی در ۳۱۴ مدرسه روستاهای کوچک و محروم این استان را مطرح و با جذب کمک خیرین به اجرا درآورده است.
کاظم قلم چی بنیان‌گذار بنیاد قلم چی به پاس تلاش‌های شعرانی در توسعه عدالت آموزشی در مناطق محروم تاکنون ۳ مدرسه به مبلغ ۶ میلیاد ریال در ۳ روستای استان بوشهر ساخته‌است.
او هم اکنون به جهت ادامه تحصیل در مقطع دکترا به استان خوزستان منتقل شده است.
شعرانی در سال ۱۴۰۰ بنا به درخواست و معرفی استاندار بوشهر گزینه مدیرکلی کانون پرورش فکری کودکان و نوجوانان استان بوشهر شد و در حالی که در تهران معارفه شده بود با فشار شیخ یوسف جمالی رئیس ستاد رئیسی در استان بوشهر معارفه وی در بوشهر برگزار نشد و ابلاغش لغو گردید.
شعرانی در حال حاضر رئیس گروه تحقیق و پژوهش اداره کل آموزش و پرورش استان بوشهر و مشاور اجرایی مدیرکل آموزش و پرورش استان بوشهر است.